# Ponta do Sol (Cabo Verde)
Ponta do Sol es una ciudad caboverdiana del municipio de Ribeira Grande.

## Geografía
La ciudad está situada en la isla de Santo Antão y es la capital administrativa del municipio de Ribeira Grande.

## Historia
En la época colonial, se llamó Vila de María Pia, en honor a María Pía de Saboya, reina de Portugal.

## Organización territorial
La ciudad abarca los lugares y barrios de:
- Casinhas
- Cavouquinho das Tintas
- Chã de Cemitério
- Chã de Ponta de Sol
- Kilombo
- Lombinho
- Lombo da Cruz
- Lombo de Paço
- Ponta do Sol
- Ribeira de Ponta do Sol

## Demografía
Durante las últimas décadas del siglo XX, Ponta do Sol tuvo menos población que la vecina Ribeira Grande, aunque en la década 1990-2000 se produjo un notable incremento de población, como consecuencia del regreso de un gran número de emigrantes y el desarrollo del turismo, desarrollándose nuevos barrios de edificios de apartamentos y viviendas unifamiliares de alto nivel.
Gráfica demográfica de la ciudad de Ponta do Sol:
| Gráfica de evolución demográfica de Ponta do Sol entre 1990 y 2021 |
|                                                                    |

## Economía
La ciudad, que está situada en el extremo norte de la isla, posee un pequeño puerto pesquero (Boca da Pistola) que, durante mucho tiempo y hasta finales del siglo XX, fue el único punto de entrada de mercancías, aunque el crecimiento de Porto Novo supuso la desaparición del tráfico comercial, especialmente por la dificultad del estrecho acceso al puerto. 
Su economía se fundamenta en la pesca y, de forma cada vez más creciente, del turismo. Dispone de playas (Aranhas y Motche) y su costa es uno de los puntos más activos de buceo y de otras actividades de ocio marino. Dispone de una cierta infraestructura de alojamientos (incluyendo un hotel de tres estrellas) y de restauración. 
Hasta final de la década de 2000, estuvo funcionando un pequeño aeródromo (el Aeropuerto Agostinho Neto), localizado junto al casco urbano, aunque el reducido tamaño de sus pistas no permitía el aterrizaje más que de pequeños aviones de hélice. Tras un grave accidente, el aeródromo fue clausurado y hoy en día se encuentra en estado de total abandono.

## Patrimonio
Tiene un pequeño casco antiguo con arquitectura colonial del siglo XIX, destacando el edificio del ayuntamiento y la iglesia de Nossa Senhora do Livramento. Es también muy interesante el muelle, originalmente levantado en el siglo XVIII, que cierra la bocana del pequeño puerto.